# Göteborg Horse Show

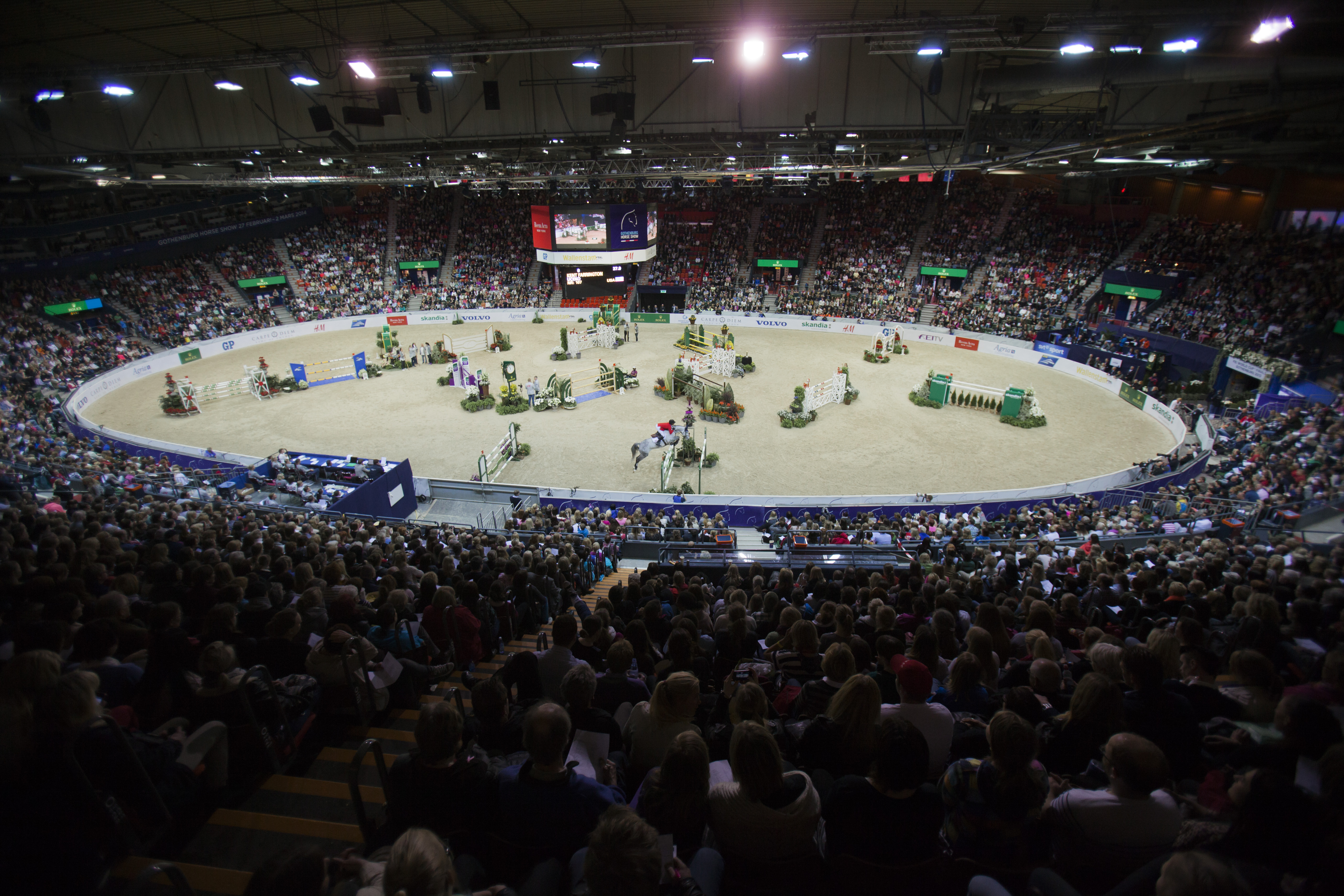
Göteborg Horse Show 2014

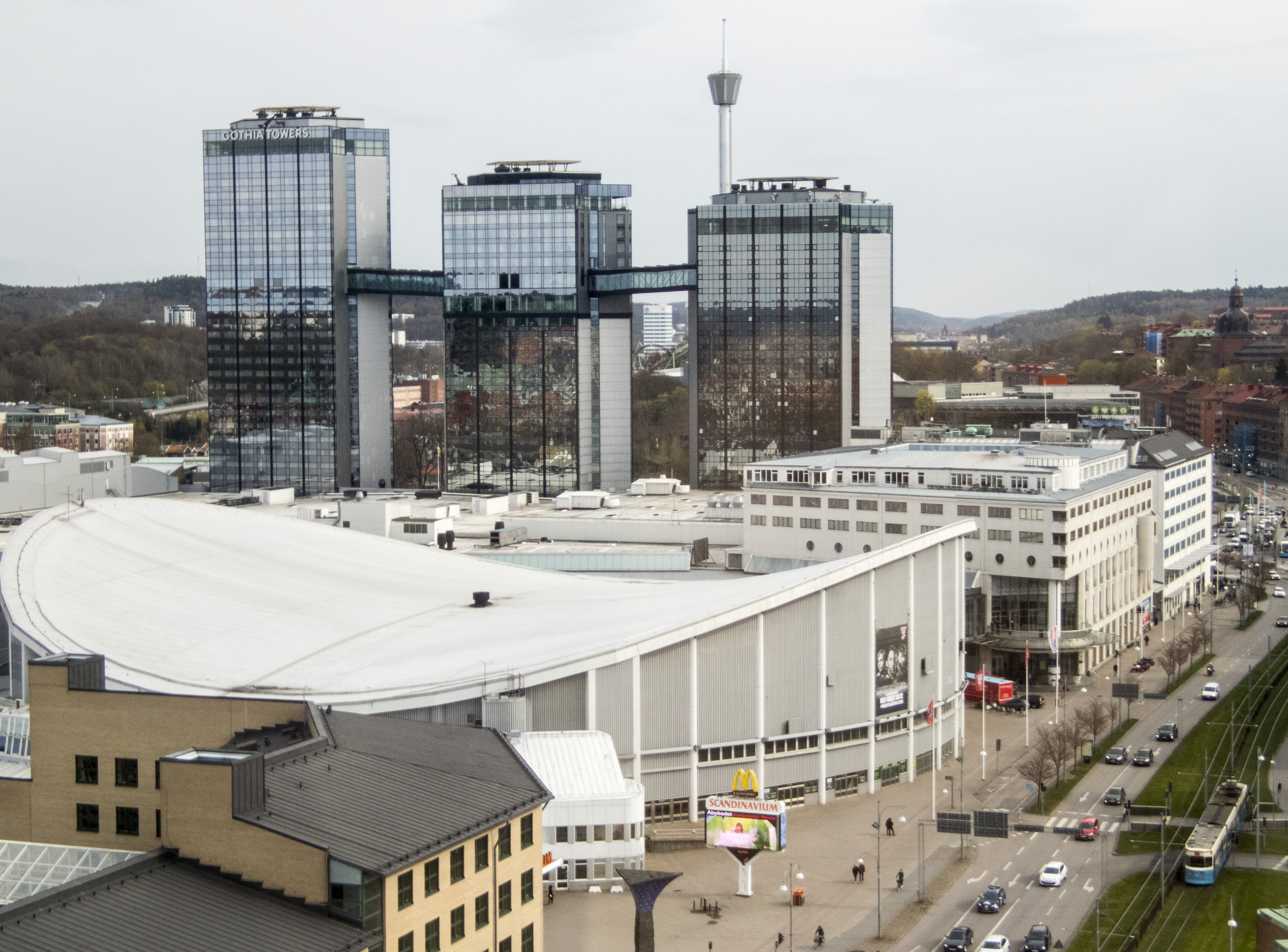
Gothia Towers, Messe und Scandinavium

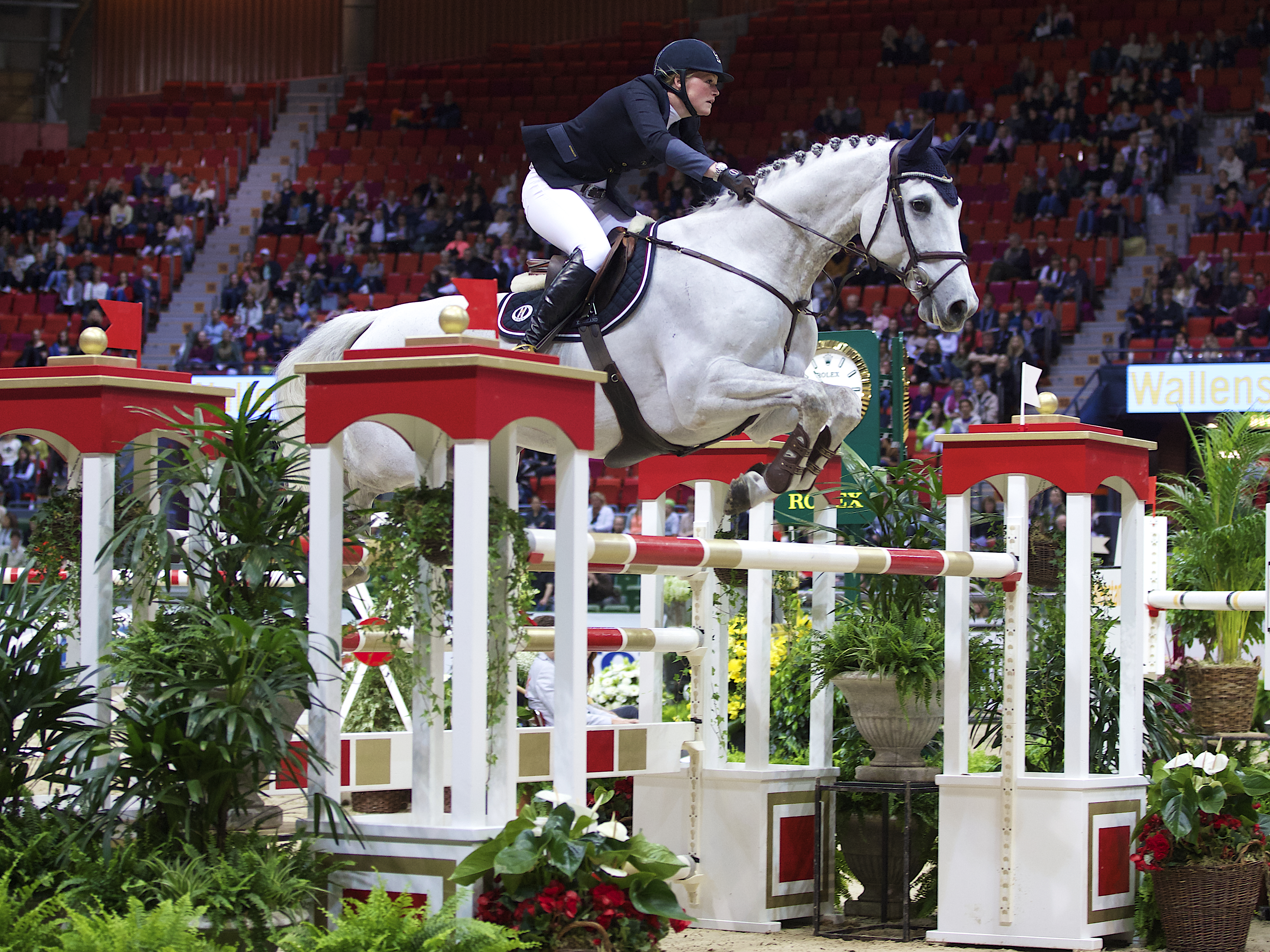
Emma Emanuelsson auf Titan, 2013

Die Göteborg Horse Show ist ein großes internationales Pferdesport-Turnier, das seit 1977 alljährlich im Frühjahr in Göteborg, Schweden abgehalten wird. Die Veranstaltung wird regulär Ende Februar ausgetragen, für die Durchführung der Weltcupfinals wird das Turnier in den April verschoben.

## Geschichte
Das Turnier wurde unter anderem von dem schwedischen Industriellen und ehemaligen CEO von Volvo Pehr G. Gyllenhammar ins Leben gerufen. Mit den Erträgen aus den Anfangsjahren wurde das Scandinavium, ein multifunktionelles Hallenstadion in dem auch Eishockey gespielt wird, gebaut. Seitdem wird das Turnier im Scandinavium veranstaltet. Im Jahr 2006 wurde mit 82 593 Besuchern ein neuer Rekord für die viertägige Veranstaltung erzielt. Bis zum Jahr 2013 haben die Wettbewerbe insgesamt 2,5 Millionen Besucher angezogen.
Bei der Göteborg Horse Show 2016 wurde das 40-jährige Jubiläum gefeiert. Neben dem Finale im Dressurweltcup und im Springreitweltcup wurde das Finale der Turnierserie "Young Rider Cup" ausgetragen.

## Springen
Seit 1978 ist die Göteborg Horse Show eine Station des FEI-Weltcup im Springreiten. Das erste Weltcupfinale wurde hier 1979 ausgetragen. Das Weltcupfinale fand in den Jahren 1979, 1982, 1984, 1986, 1988, 1991, 1993, 1995, 1997, 1999, 2001, 2008, 2013 und 2016 im Rahmen der Göteborg Horse Show statt.
2011 gelang der Schwedin Angelica Augustsson auf der Stute Mic Mac du Tillard zur Freude der heimischen Fans überraschend ihr erster Weltcup-Sieg, vor bekannten Reitern wie Ludger Beerbaum.
Zum 40. Jubiläum im Jahr 2016 war die Göteborg Horse Show erneut Gastgeberin des Weltcupfinales im Springreiten. Sieger des Weltcups 2015/2016 wurde Steve Guerdat mit seinem Pferd Corbinian.

## Dressur
1989, 1992, 1994, 1996, 1998, 2003, 2013 und 2016 wurden die Weltcupfinale im Dressurreiten im Rahmen der Göteborg Horse Show ausgetragen.
1998 gewann Louise Nathhorst mit On Top Walk das World Cup Finale in Göteborg.

## Fahren
Das Weltcupfinale im Vierspännerfahren wurde 2006, 2007, 2009 und 2017 auf der Göteborg Horse Show durchgeführt. Michael Freund gewann 2007 das Weltcupfinale im Scandinavium. Im gleichen Jahr erreichte Christoph Sandmann den dritten Platz im Weltcupfinale.